# Krzysztof Kiszka
Krzysztof Kiszka herbu Dąbrowa (ur. ok. 1590 – zm. 1646) – wojewoda witebski od 1639 i mścisławski od 1636, cześnik wielki litewski od 1632.
Był stronnikiem Radziwiłłów. Był członkiem konfederacji generalnej zawiązanej 16 lipca 1632 roku. Poseł oszmiański na sejm konwokacyjny 1632 roku. Był elektorem Władysława IV Wazy z województwa wileńskiego w 1632 roku. W 1638 roku został marszałkiem  Trybunału Głównego Wielkiego Księstwa Litewskiego.